# Граница (Код Лиоко)
Граница (фр. Frontière) је деветнаеста епизода прве сезоне серије Код Лиоко.

## Опис
На почетку епизоде, Џереми стартује Аелитин програм за материјализацију усред ноћи, али неуспешно пролази у последњем тренутку. Потом пита Аелиту да ли је исправно сакупила све податке и учинила оно што јој је рекао, и услед стреса је убеђен да, ако наставе да „раде једно против другог“ никада неће успети. Онда се он извини, мислећи да је својом реакцијом увредио Аелиту, али она се ипак одјави.
Ујутру, долази Јуми код аутомата где је остатак Лиоко ратника. Џереми је видно лоше расположен. На часу математике каже Улрику и Оду шта се десило и затим онда саопшти првом да мора да иде. Улрик је збуњен, на шта Џереми објасни ће ићи у Лиоко да се лично извини Аелити. За време одмора, Јуми одбија Џеремијеву идеју јер нико осим њега не зна како да користи интерфејс, али онда пристане. Касније у фабрици Јуми схвати да је коришћење суперкомпјутера компликовано, али да то Џеремију иде без дилеме (он јој даје белешке). Од и Улрик испраћају Џеремија у скенер. Међутим, након што Џереми бива скениран, нешто крене по злу.
Аелита објашњава шта се десило: у току виртуелизације, Јуми је случајно довела до изоловања меморије употребљене за трансфер. Због овога, Џереми је заробљен у области познатој као виртуелни лимбо - у суштини, налази се у кабловима. Међутим, Аелита је у стању да комуницира са Џеремијем преко везе са суперкомпјутером и каже им да је потребно извући меморију из успутних торњева сваког сектора и усмерити је на сва три скенера. Док Аелита иде ка успутном торњу у леденом сектору, Јуми одлучи да се врати на Кадик како би избегли сумњу, забринута јер Ксена може да нападне било кад. Улрик надзире Аелиту а Од игра Тетрис на Улриковој конзоли.
Након што сакупи меморију из пустињског сектора Аелита прелази у шумски сектор где су је напали канкрелати. Након овога, Ксена схвати куда још треба Аелита да иде и реагује; када се Аелита приближила последњем торњу који се налази у планинском сектору схвати да га чувају блокови. Улрик не може да пошаље Ода у Лиоко не знајући како то да учини и јер нема довољно меморије која се може усмерити на скенере, али Аелита инсистира да употребе бар један скенер да јој помогну и у том циљу зову Јуми да узме Џеремијев лаптоп (али је, међутим, ухвати Џим). У том тренутку, Аелита се узбуни јер схвати да је суперкомпјутер полако кренуо да брише Џеремија и морају брзо да делују.
Пошто је Џим одвео Јуми код директора, Улрик се враћа на академију да помогне Јуми, али не може директно да разговара са директором. Зато пита Сиси. Чак иако јој обећава да ће излазити с њом месец дана, она одбија да поразговара са својим оцем како би Јуми изашла из невоље. Само након што јој је Улрик дао „надокнаду“ (пољубац) она се слаже да је спасе од директора. У томе и успева.
У Лиоку, блокови примете Аелиту и крену за њом, због чега она бежи. По повратку у фабрику, Јуми виртуелизује Улрика у планински сектор да помогне Аелити користећи додатну меморију из конзоле коју је користио Улрик. Он уништава блокове и Аелита успева да врати сву меморију и може да уђе у виртуелни лимбо. Тамо буди Џеремија и додирује га, враћајући га у фабрику и спасивши га од опасности да га суперкомпјутер избрише. У скенеру се појави без свести и воде га у његову собу. Када се пробуди каже да му је искуство било фантастично. Касније те вечери, Улрик зове Јуми како би јој објаснио ситуацију са Сиси, али је бесна и прекида позив.

## Емитовање
Епизода је премијерно емитована 7. јануара 2004. у Француској. У Сједињеним Америчким Државама је емитована 12. маја 2004.